# Nesseby
Nesseby (en same du nord Unjárgga, ou Unjárga, en kvène : Uuniemen) est une commune norvégienne située dans la partie orientale du comté de Finnmark.

## Toponymie
La commune (à l'origine la paroisse) a emprunté son nom à l'ancienne ferme de Nesseby ; la première église y fut construite en 1858. Le premier élément, nes, signifie « pointe, cap », et le second, by, indique un lieu habité.
Dans la dénomination same, la signification du premier élément (u-) est inconnue ; njárgga a le même sens que nes en norvégien.
Depuis le 26 avril 1989, le nom officiel de la commune est Unjárga-Nesseby ; c'est la 2e commune de Norvège avoir reçu un nom same.

## Géographie
Nesseby est limitée au nord et à l'ouest par la municipalité de Tana, à l'est par Vadsø et Sør-Varanger. Elle possède aussi une courte frontière avec la Finlande au sud.
La commune est située sur l'isthme séparant le fjord Varanger et le fleuve Tana. La population vit dans de petits hameaux dispersés le long du fjord.
Le centre administratif est le village de Varangerbotn, au fond du fjord.

### Îles
Les îles de la commune sont : 
- Borjjaslásis ;
- Stuorralásis ;
- Háškasuolu ;
- Skárfalásis ;
- Návdesuolu ;
- Davit suolu ;
- Gavraidsuolu ;
- Rissebávttsullot ;
- Viervuonlássá ;
- Skarvskjæret ;
- Áidenjárlássá ;
- Reahpenlássát ;
- Fálisbuođđu (récif) ;
- Giškanlásis ;
- Ealkoailásis ;
- Uhcalássáš ;
- Ávehat.

### Faune et flore
En dehors du Varangerfjord, le territoire de la commune est surtout couvert de toundra, avec des zones marécageuses. Nesseby est mentionnée dans divers guides ornithologiques : on peut y observer notamment le phalarope à bec étroit sur les petits étangs pendant les mois d'été.

## Histoire
Les troupeaux de rennes sauvages qui traversaient l'isthme depuis les temps préhistoriques ont entraîné une activité humaine de chasse, qui a laissé de nombreux vestiges archéologiques remontant à différentes périodes (Alda, Nyelv).
La municipalité de Nesseby fut créée le 1er janvier 1846 par la fusion de la zone de Nesseby (Vadsø) avec celles de Berlevåg, Polmak et Tana (Lebesby). Tana et Berlevåg furent séparés de Nesseby le 1er janvier 1864 pour former la nouvelle municipalité de Tana. Polmak fut séparé de Nesseby le 1er janvier 1903.

## Économie
Les principales activités économiques sont l'élevage du renne, la pêche et l'agriculture.

## Politique
Cette commune bilingue, où le norvégien bokmål et le same sont traités à égalité, fait partie de la région administrative de langue same.

## Démographie
Le chiffre de la population baisse lentement et régulièrement (1 512 personnes en 1951, 878 en 2009). La majorité des habitants est d'origine sami, et la municipalité a son propre costume same.

## Culture et patrimoine
Le Département de la culture et de l'environnement du Parlement same de Norvège est situé à Unjárga-Nesseby, ainsi que le Musée Várjjat Sámi, consacré à la culture same côtière. C'est à Nesseby qu'est né Isak Saba (1875-1921), le premier Sami à avoir été élu au Parlement norvégien.

### Blason

Nesseby

Le blason, récent, date du 27 juin 1986. Il représente un plant de plaquebière (ou : mûre arctique, Rubus chamaemorus), plante répandue dans la région. Les baies étaient autrefois exportées vers les autres parties de la Norvège dans des tonneaux,.

## Photos

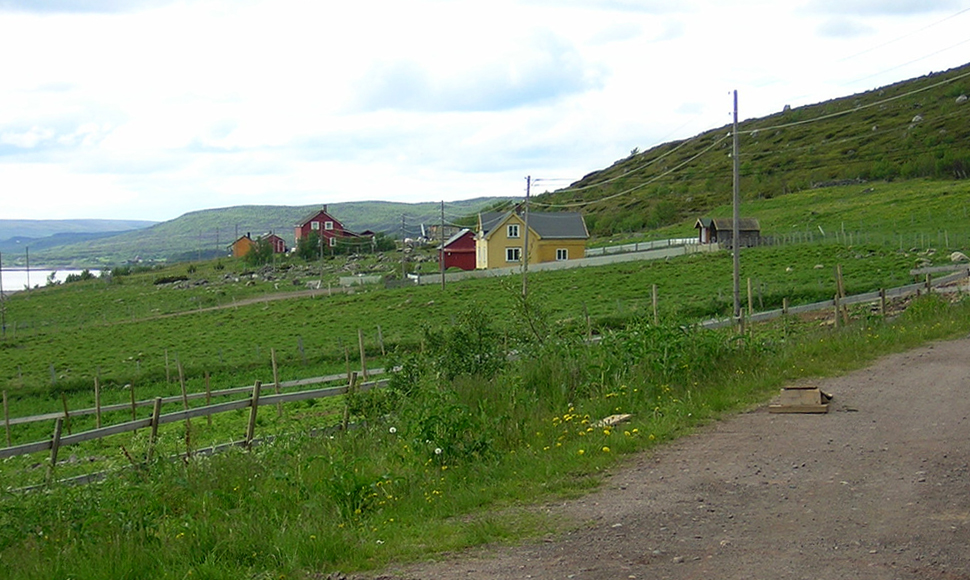
Vue depuis Abelsborg
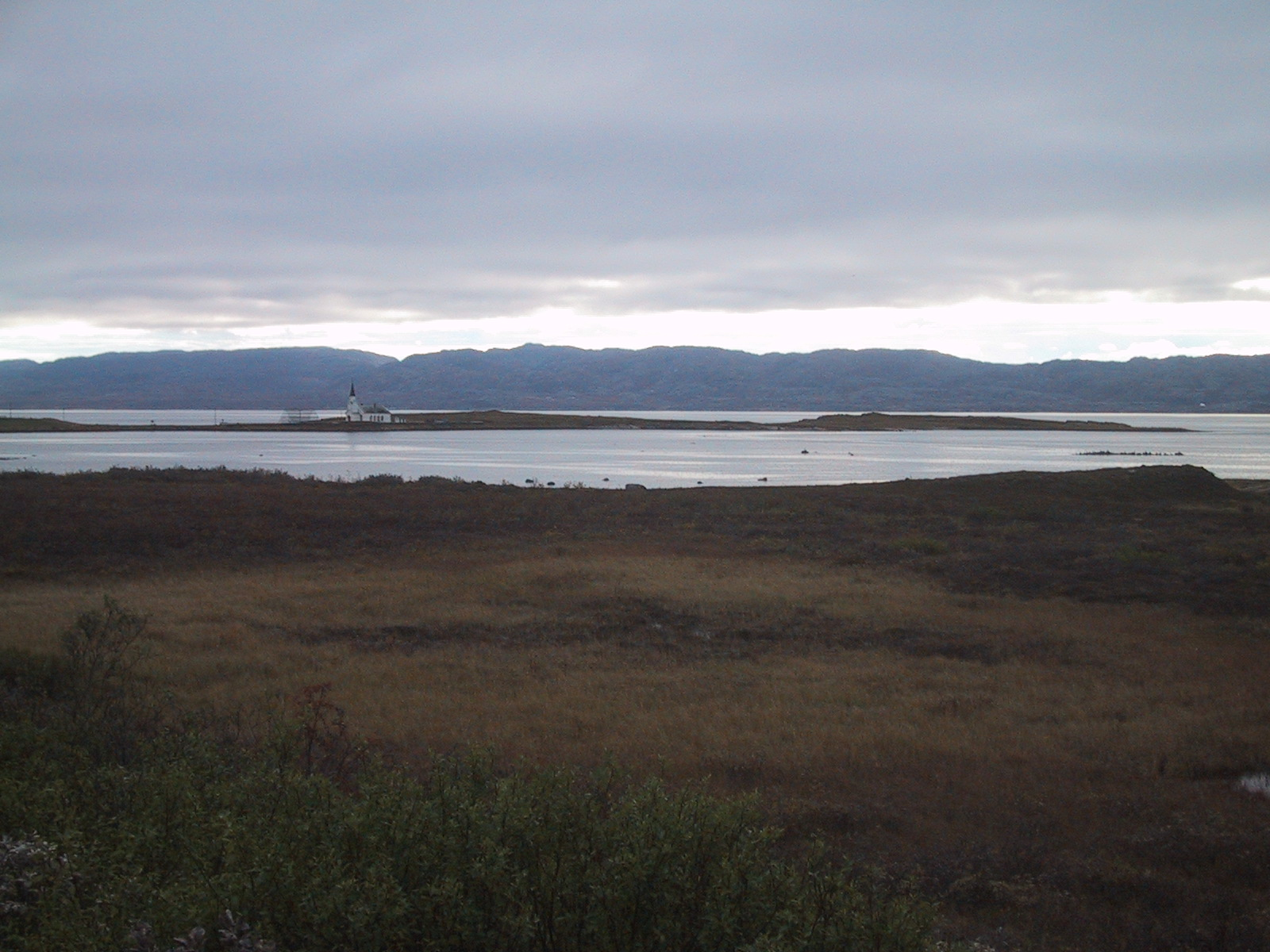
L'église de Nesseby
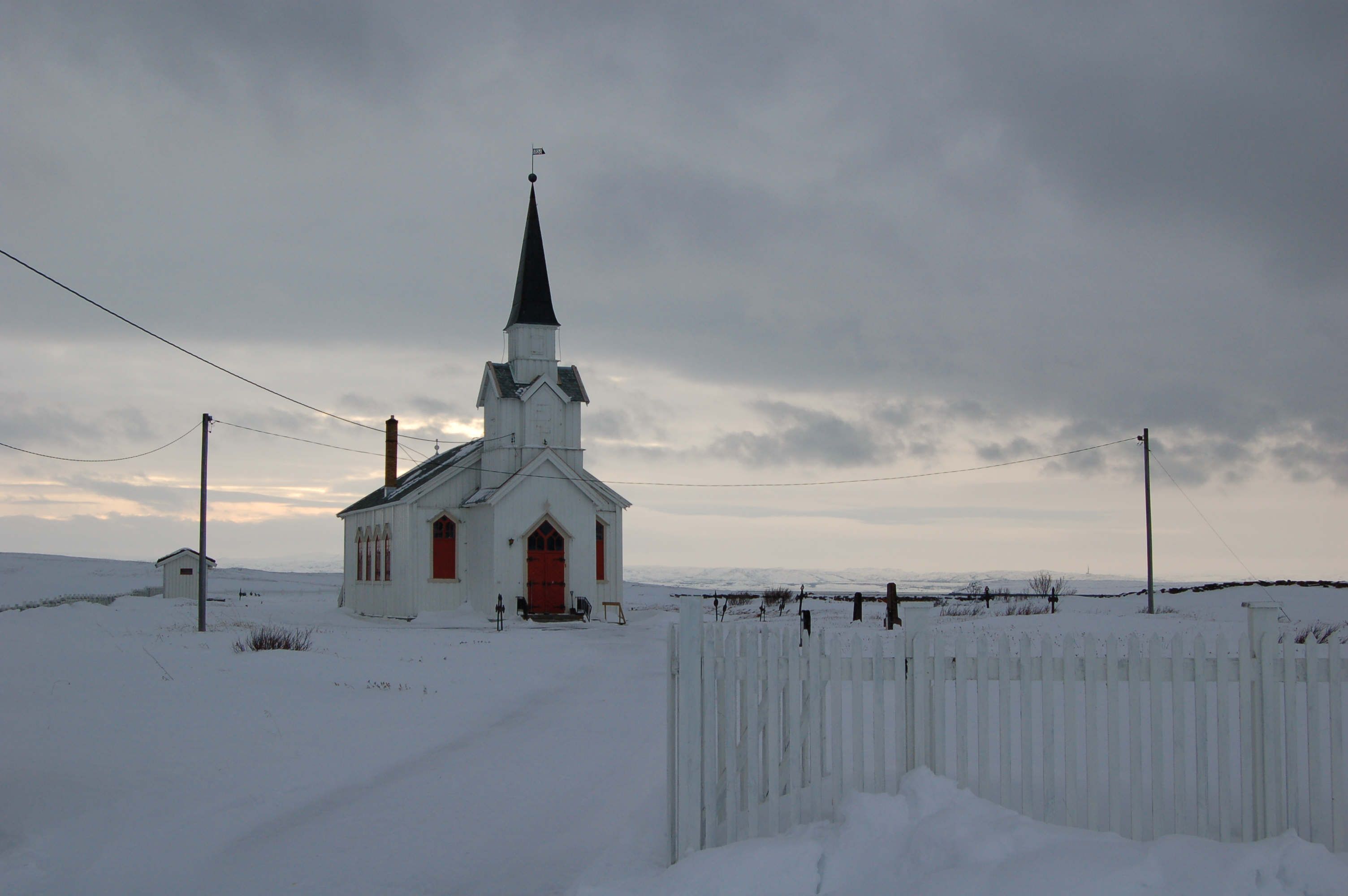
L'église de Nesseby en hiver